# Kim Refshammer
Kim Refshammer (14 de setembro de 1955 — 25 de fevereiro de 2002) foi um ciclista dinamarquês que competia em provas do ciclismo de pista.
Refshammer foi um dos atletas que representou a Dinamarca nos Jogos Olímpicos de 1976, em Montreal, onde foi o décimo terceiro colocado, competindo na prova de perseguição por equipes (4000 m).